# Ръшкански район
Ръшканския район (на румънски: Raionul Rîşcani) е район в северозападната част на Молдова с административен център Ръшкани. Населението на Ръшканския район е 68 900, а площта му 936 km2. На запад районът граничи с Румъния.